# Nagrada iz zaklade Ivana N. grofa Draškovića
Nagrada iz zaklade Ivana N. grofa Draškovića, književna je nagrada prvi puta dodijeljena 1869. godine. Dodjeljivala se je iz Zaklade Ivana Nepomuka grofa Draškovića koji je oporučno ostavio 10.000 forinti Matici ilirskoj. Nagrada se dodjeljivala za (...) dobre i koristne knjige koje su najviše jake podići književnost hrvatsku, (...) Nagradu iz ove zaklade imade dobiti takav rukopis, «koji je kadar najviše doprinijeti k pravoj pouci puka, te time unaprediti njegovo duševno i materijalno stanje», i koji će tiskan iznesti barem 15 tiskanih araka, a ako bude djelo manje, onda prema razmjeru. Nagrada se ima tek onda isplatiti, kada bude rukopis štampan. «Ali uvažujući - veli oporučitelj - da mnogi naš pisac i za dvije godine (to je najdalji rok, u kojem se nagradjeni rukopis ima štampati) ne može naći nakladnika, to se i u ovom slučaju, ako nagradjeni rukopis nije štampan, ipak ima piscu isplatiti polovina nagrade, pa tiskao se nagradjeni rukopis kada ili nikada.».

## Dobitnici
- 1869.: Marija Fabković za prijevod knjige Jean Macé, Dogadjaji zalogaja hljeba.
- 1870.: Ivan Dežman, Čovjek prema zdravlju i ljepoti.
- 1872. – 1874.: Bogoslav Šulek, Prirodni zakonik za svakoga iliti popularna fizika. Tri (I-III.) knjige.
- 1876.: Vjekoslav Klaić, Prirodni zemljopis Hrvatske i Franjo Kuhač, Prilog za povjest južnoslavjanske glasbe
- 1877.: Mijo Kišpatić, Slike iz rudstva, Dragutin Stražimir, Mijat Briguša hrvatski seljak ili Kako se može čovjek popeti s osla na konja: pučka pripoviest za hrvatske seljake: sa dvie slike i Mijat Stojanović, Slike iz života hrvatskoga naroda u Slavoniji i Sriemu.
- 1878.: Ivan Fiamin za prijevod knjige François Fénelon, Zgode Telemaka.
- 1879.: Mijo Kišpatić, Slike iz geologije i Blaž Lorković, Razgovori o narodnom gospodarstvu. Po francezkom od J. J. Rapeta.
- 1880.: Tomo Maretić za prijevod knjige Homer: Odysseja. Preveo, uvod napisao i tumač dodao Tomo Maretić, Ivan Despot za Cantù Cezar: Zdrav razum i pošteno srdce. Pučki razgovori. Priredio Ivan Despot i Franjo Stepanek, Obćina Družbovac i njezini usrećitelji.
- 1881.: Tomo Maretić za prijevod knjige Homer: Iliada. Preveo i tumač dodao Tomo Maretić i Franjo Kuhač, Južnoslovjenske narodne popievke. Knjiga peta.
- 1882.: August Musić za prijevod knjige Herodot: Povijest. Dio prvi. Preveo, uvod napisao i bilješke dodao Avgust Musić, Mijo Krešić, Mladi trgovac i Janko Tomić, Pripoviedke iz obće poviesti staroga vieka.
- 1883.: Adolfo Veber Tkalčević za prijevod knjige Cicero M. Tullijo: Izabrani govori. Preveo i uvodoni popratio Adolfo Veber, Blaž Lorković, Žena u družtvu i u kući i Marija Jambrišak, Znamenite žene iz priče i poviesti. Prvi dio.
- 1884.: Mišo Kišpatić, Iz bilinskoga svieta. Knjiga prva i August Musić za prijevod knjige Herodot: Povijest. Dio drugi. Preveo i bilješke dodao Avgust Musić.
- 1885.: Mišo Kišpatić, Iz bilinskoga svieta. Knjiga druga, Marija Jambrišak, Znamenite žene iz priče i poviesti. Drugi dio i Josip Gall, Poputnina mladu i neizkusnu kroz družtvo i život.
- 1886.: Mišo Kišpatić, Kukci. Prirodoslovne crtice. Knjiga prva.
- 1887.: Mišo Kišpatić, Kukci. Prirodoslovne crtice. Knjiga druga, Ivan Hoić, Slike iz obćega zemljopisa. Knjiga prva: (Zemaljske polutke): sa 60 slika i jednom zemljopisnom kartom i  Janko Tomić, Sielo za zabavu i pouku. Druga knjiga, Dva svezka.
- 1888.: Mišo Kišpatić, Iz bilinskoga svieta. Knjiga treća i Stjepan Senc za prijevod knjige Demosten: Izabrani govori. Preveo, uvod napisao i bilješke dodao Stjepan Senc.
- 1889.: Ivan Hoić, Slike iz obćega zemljopisa. Knjiga druga: Evropa: Francuzka, Švicarska, Nizozemska, Belgija, Vel. Britanija: sa 93 slike i četiri zemljopisne karte., Oton Kučera, Crte o magnetizmu i elektricitetu: sa sto devetdeset i šest slika i Janko Tomić, Sielo za zabavu i pouku. Treća knjiga.
- 1890.: August Musić, Povijest grčke književnosti. Knjiga prva.
- 1891.: Ivan Hoić, Slike iz obćega zemljopisa. Knjiga treća: Evropa: Skandinavski poluotok (Švedska i Norvežka), Danska, Njemačka: sa 74 slike i tri zemljopisne karte i Petar Tartaglia, Poljodjelstvo najdičniji zanat.
- 1892.: Mišo Kišpatić, Ribe: prirodoslovne i kulturne crtice.[2]
- 1893.: Ivan Hoić, Slike iz obćega zemljopisa. Knjiga četvrta: Evropa: Pirenejski poluotok (Španjolska i Portugalska), Apeninski poluotok (Italija), Balkanski poluotok (Grčka i Turska), Rumunjska: sa 97 slika i tri zemljopisne karte.[3] Tomo Maretić, za prijevod knjige Publije Vergilije Maron: Eneida.[4]
- 1894.: Oton Kučera, Naše nebo: crtice iz astronomije. Koloman Rac, za prijevod knjige Sofoklove tragedije.[5]
- 1895.: Stjepan Gjurašin, Iz bilinskoga svieta: prirodopisne i kulturne crtice.[6]
- 1896.: Ivan Hoić, Slike iz obćega zemljopisa. Knjiga peta: Evropa: slavenske države: Dio prvi: Rusija: sa 97 slika i jednom zemljopisnom kartom. Koloman Rac, za prijevod knjige Gaj Julije Cezar: Galski i Gradjanski rat.[7]
- 1897.: Antun Lobmayer, Čovjek i njegovo zdravlje.[8] Stjepan Senc, za prijevod knjige Ksenofon: Izabrani spisi. Dio I. Kirupedija.[9] Davorin Trstenjak, Slike iz Švicarske.[10]
- 1900.: Vjekoslav Klaić, Povjest Hrvata: od najstarijih vremena do svršetka XIX. stoljeća. Sv. 2: Treće doba: vladanje kraljeva iz raznih porodica (1301-1526). Dio 2: Od gubitka Dalmacije do Matije Korvina (1409-1457): sa 77 ilustracija[11]
- 1902.: Radovan Marković, Dječja njega: upute mladoj majci.
- 1903.: Stjepan Radić, Moderna kolonizacija i Slaveni.[12]
- 1904.: Stjepan Radić, Savremena Evropa: ili karakteristika evropskih država i naroda.[13]
- 1906.: Stjepan Radić, Današnja financijalna znanost.[14]
- 1908.: Stjepan Radić, Češki narod na početku XX. stoljeća.[15][16]
- 1911.: Ferdo Šišić, Hrvatska povijest. III. dio: Od god. 1790. do god. 1847.[17]
- 1912.: Branko Vodnik, Povijest hrvatske književnosti: knjiga I.: od humanizma do potkraj XVIII. stoljeća: s uvodom V. Jagića: o hrvatskoj glagolskoj književnosti: izdanje Matice dalmatinske.[18]
- 1913.: Vjekoslav Klaić, Život i djela Pavla Rittera Vitezovića (1652. – 1713.): nagradjeno iz Zaklade Ivana grofa Draškovića za godinu 1913.
- 1914.: Oton Kučera, Gibanja i sile: crtice iz mehanike neba i zemlje.[19]
- 1916.: Fran Bubanović, Slike iz kemije.[20]
- 1917.: Antonija Kassowitz-Cvijić, Vatroslav Lisinski u kolu Ilira: o 100. obljetnici njegova rođenja 8. srpnja 1919. izdala i nagradila iz Zaklade grofa Ivana N. Draškovića za godinu 1917. Matica hrvatska.[21]
- 1918.: Fran Bubanović, Kemija živih bića.[22]
- 1919.: Dragutin Prohaska, Pregled savremene hrvatsko-srpske književnosti.[23]